# Emma Bosch
Emma Bosch Castell (Sabadell, Barcelona, 22 de febrero de 1971-Sabadell, 26 de marzo de 1994) fue una esquiadora española.
Miembro del Club Alpino Falcó de Sabadell, se formó en el Centro de Iniciativa Técnica Deportiva. Destacó en categorías infantiles y obtuvo varias medallas de bronce en los Campeonatos de España absolutos en las pruebas de eslalon, gigante y supergigante. También participó en diversas pruebas en la Copa de Europa y en el Campeonato del Mundo de 1991. Con la selección española compitió en los Juegos Olímpicos de Invierno de Albertville 1992 en la prueba de gigante. Falleció como consecuencia de un ataque epiléptico que le provocó un derrame cerebral.

## Palmarés
Campeonatos de Cataluña
- 1 medalla de plata en gigante: 1987

Campeonatos de España
- 1 medalla de bronce en eslalon: 1991
- 1 medalla de bronce en gigante: 1993
- 1 medalla de bronce en supergigante: 1991